# Ujazd
Ujazd (německy Ujest, v letech 1936–1945 Bischofstal, slezsky Ujŏzd) je město v jižním Polsku v Opolském vojvodství v okrese Strzelce, sídlo stejnojmenné gminy. Leží na řece Kłodnici a Hlivickém průplavu na historickém území Horního Slezska, sousedí s Kandřínem-Kozlím. Prochází tudy národní silnice č. 40 spojující katovickou konurbaci s českou hranicí u Hlucholazů. V roce 2024 zde žilo 1 818 obyvatel.

## Historie

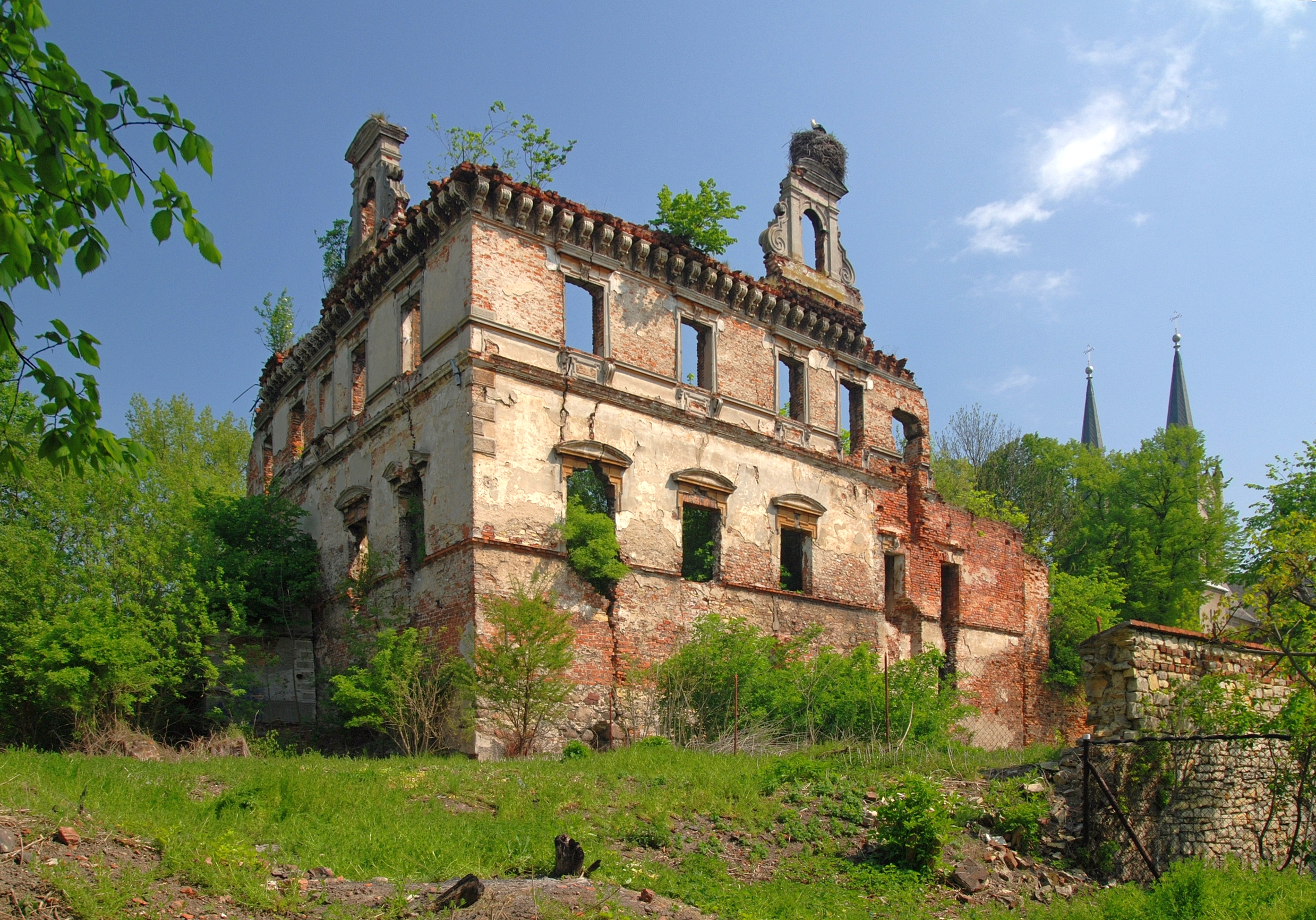
Zřícenina zámku

Název města je polským tvarem slova újezd, které ve středověku znamenalo územní celek, jehož hranice byly vyznačeny objetím na koních a který tvořil základ budoucího panství čí statku určitého feudálního rodu nebo církve (latinsky circuitio). V tomto případě se jednalo o majetek vratislavských biskupů poprvé zmiňovaný jako circuitio iuxta Cozli v roce 1155.
Městečko bylo založeno v roce 1223 během kolonizační akce Vavřince Dolivety, lokátorem byl niský fojt Walter. V roce 1443 bylo prodáno a v následujících staletích patřilo různým šlechtickým rodům. V rámci Tošeckého a pak Opolsko-Ratibořského knížectví bylo součástí Koruny české a po rozdělení Slezska v roce 1742 připadlo Prusku, od roku 1871 ve sjednoceném Německu. Roku 1861 získali titul knížat újezdských Hohenlohové. 
V roce 1910 měl Ujazd 2 058 obyvatel, z toho 75,8 % německojazyčných a 96,3 % katolíků. V hornoslezském plebiscitu se 89,6 % hlasujících vyslovilo pro setrvání v Německu.
25. ledna 1945, dva dny po vkročení Rudé armády, bylo centrum městečka vypáleno. Došlo ke zničení až 70 % zástavby. Jedná se o jednu z kapitol tzv. Hornoslezské tragédie. Domy okolo náměstí byly po válce nahrazeny panelákovou zástavbou. Bývalý biskupský zámek přestavěný v polovině 16. století v renesančním stylu je od té doby ruinou.
Po roce 1989 se Ujazd stal významným střediskem německé menšiny v polském Slezsku. V roce 2002 se k německé národnosti hlásilo 25,4 % obyvatel, dalších 12,4 % uvedlo národnost slezskou. Podle sčítání lidu 2011 činil podíl Němců 21,5 %. V roce 2006 byla zavedena oficiální dvojjazyčnost. Mezi hlavní politická uskupení na místní politické scéně patří Mniejszość Niemiecka – Deutsche Minderheit. V komunálních volbách v roce 2014 dostala 31,8 % hlasů a v roce 2018 17,4 %, jejím představitelem je i stávající starosta Hubert Ibrom.